# Harue Koga
Harue Koga (Kurume, 18 de junho de 1895 - Tóquio, 10 de setembro de 1933) foi um pintor japonês de vanguarda ativo dos anos 1910 até o princípio dos anos 1930. Ele é considerado um dos primeiros pintores surrealistas japoneses.

## Biografia
Harue Koga nasceu como Yoshio Koga em 1895, filho dos pais Seijun e Ishi Koga, na cidade de Kurume, na província de Fukuoka, na ilha de Kyushu, Japão. Seu pai, Seijun, era o sacerdote chefe de um templo budista local pertencente à seita budista da Terra Pura. 

## Artista de vanguarda

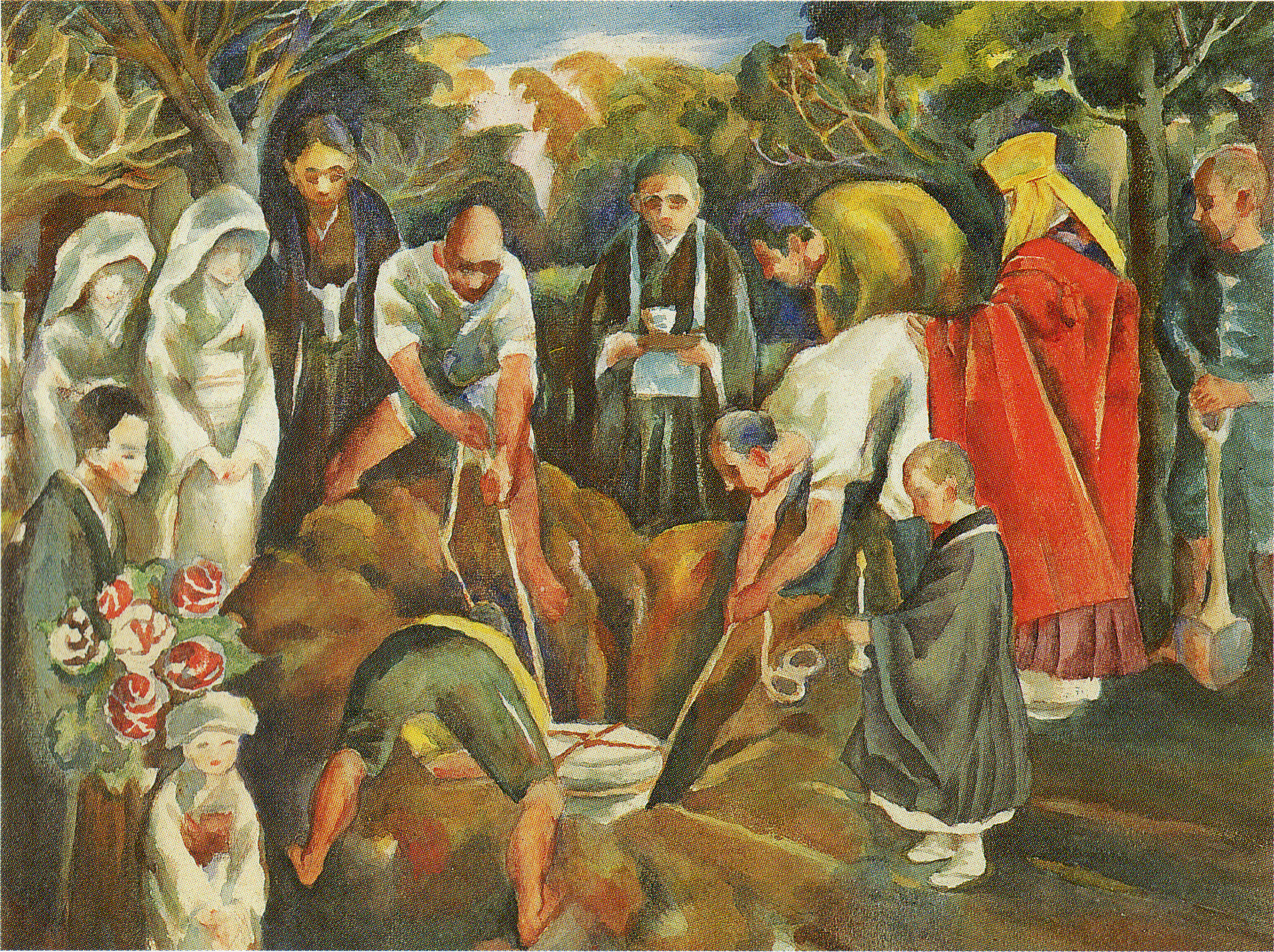
Enterro (1922)

A estreia formal de Koga como artista ocorreu em 1922, quando duas de suas pinturas foram escolhidas para a Exposição Nika,  uma exposição dedicada a mostrar jovens artistas japoneses e artistas que utilizam estilos experimentais e modernos em suas obras. Destas duas pinturas, especialmente notável é Enterro, uma pintura que o historiador da arte Chinghsin Wu afirma ter sido parcialmente inspirada pela pintura do pintor clássico espanhol El Greco, O Enterro do Conde de Orgaz (1586) e foi pintada em resposta ao natimorto da filha de Koga no ano anterior.  Depois disso, Koga continuou a ter suas pinturas aceitas na Exposição Nika todos os anos até sua morte.  Em 1926 ele se tornou um membro associado do Nika e mais tarde um membro pleno em 1929. 
Tendo experimentado o cubismo em suas obras de 1922-1924, Koga começou a pintar obras mais fantásticas inspiradas no pintor expressionista suíço-alemão Paul Klee, como Fireworks (1927) e Innocent Moonlit Night (1929). Koga continuou a pintar a maioria de suas pinturas neste estilo até 1929.  Ele exibiu pinturas neste estilo na Exposição Nika ao longo de sua carreira, bem como na Exposição de Belas Artes do Príncipe Shotoku em 1926. Koga teve um colapso nervoso severo em novembro de 1927 e retornou brevemente a Fukuoka antes de se mudar para Nagasaki em maio de 1928. Ele se recuperou de sua neurastenia e voltou a Tóquio em outubro de 1928. Ao longo deste tempo, ele continuou a desenvolver seu estilo artístico e desenvolveu mais peças influenciadas por Paul Klee exibindo um estilo fantástico. Por volta dessa época, Koga ficou profundamente interessado em escolas emergentes de pensamento e foi apresentado aos pintores Seiji Tōgō e Kongō Abe, que haviam acabado de retornar da Europa. Em 1929, Koga começou a pintar desenhos de capas e ilustrações para várias revistas e romances e, em junho de 1930, teve a oportunidade de trabalhar na cenografia da peça Ruru devido à sua ligação com Tōgō e Abe. Em 1931, Koga e Abe tornaram-se afiliados a uma oficina de poesia de vanguarda em Shinjuku.
Em 1929, o estilo de pintura de Koga mudou, e ele começou a exibir pinturas em grande escala no estilo fotomontagem, que são consideradas algumas das primeiras pinturas surrealistas do Japão. Estudos recentes descobriram como Koga se apropriou de uma ampla variedade de imagens de fontes contemporâneas da mídia de massa, como revistas de fotos, jornais, fotos de filmes e cartões postais.  Esta técnica é semelhante às técnicas de colagem amplamente utilizadas por artistas contemporâneos cubistas, dadaístas e surrealistas. No entanto, a técnica de Koga era única, pois ele não simplesmente cortava e colava da mídia impressa em sua tela, mas modificava, redimensionava e reorganizava objetos pintando-os fotorrealisticamente em suas grandes telas.  O mar, sua obra mais famosa, apareceu pela primeira vez na 16ª Exposição Nika em 1929. Ela contém vários motivos que ele copiou de revistas e cartões postais, incluindo uma grande imagem da atriz americana Gloria Swanson.  Outros trabalhos notáveis neste estilo incluem Makeup through the Window (1930) e Intellectual Expression Crossing the Reality Line (1931), que incluiu uma imagem do robô mecânico Eric, que havia sido exibido em Londres em 1928.  Koga continuou a desenvolver obras de arte neste estilo até sua morte em 1933. 

## Pinturas selecionadas

O Mar (1929)
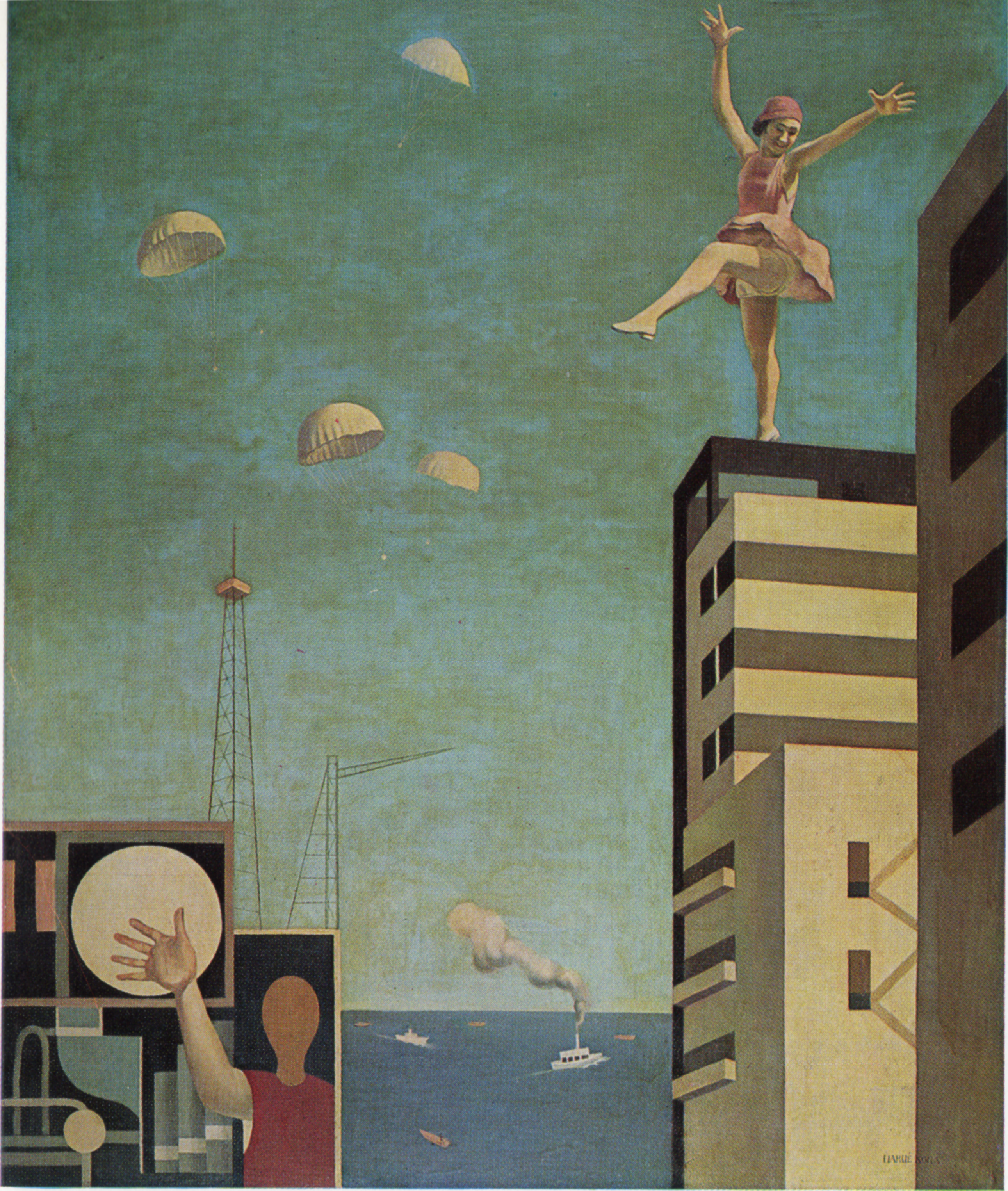
Maquiagem pela janela (1930)
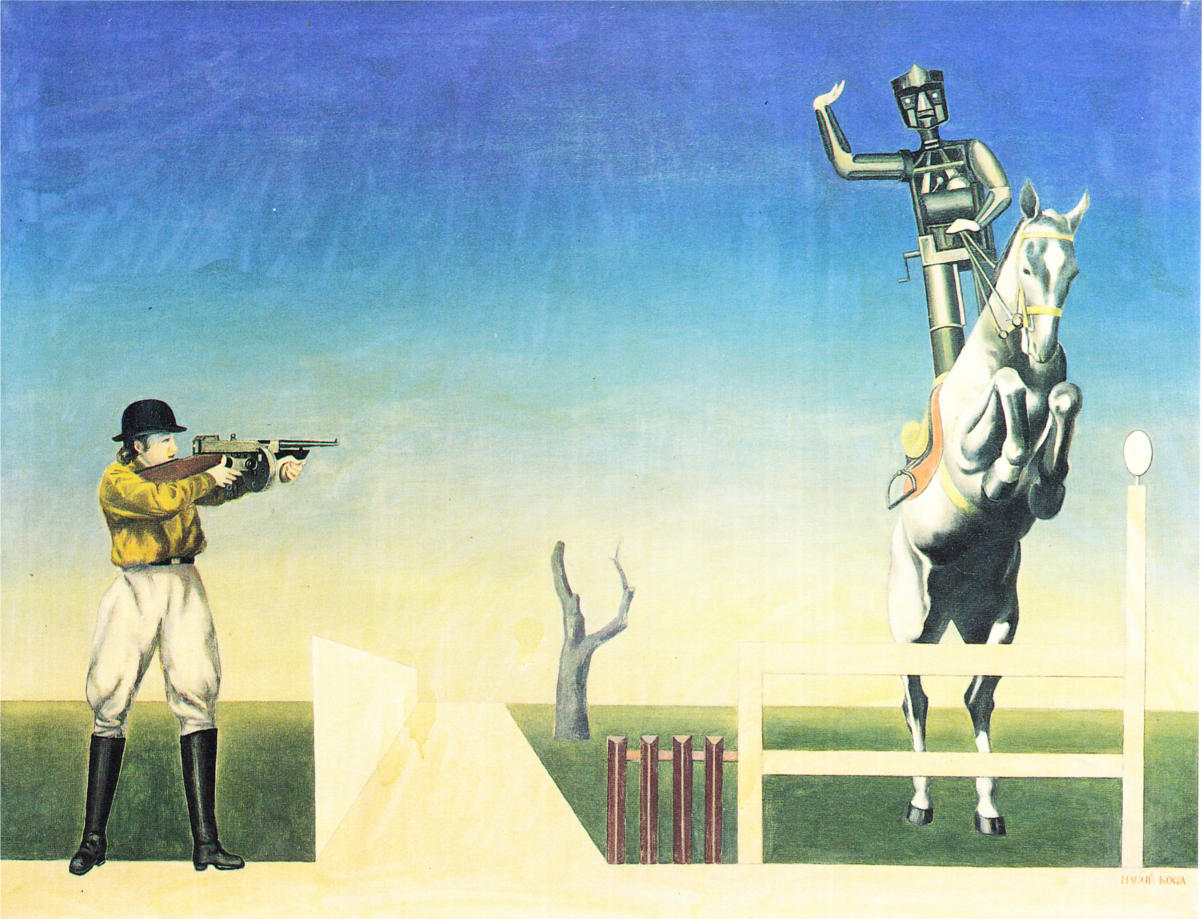
Expressão intelectual cruzando a linha da realidade (1931)
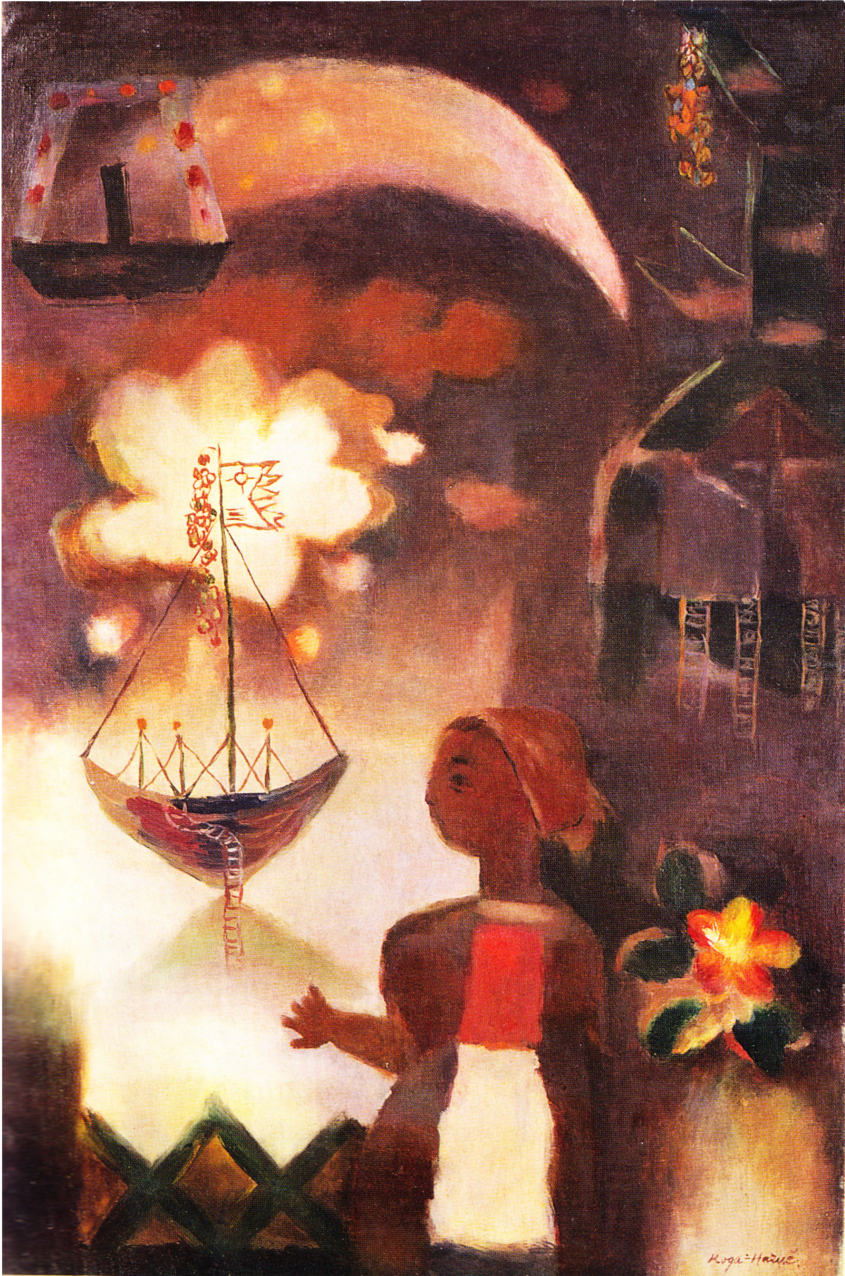
Fogos de artifício (1927)
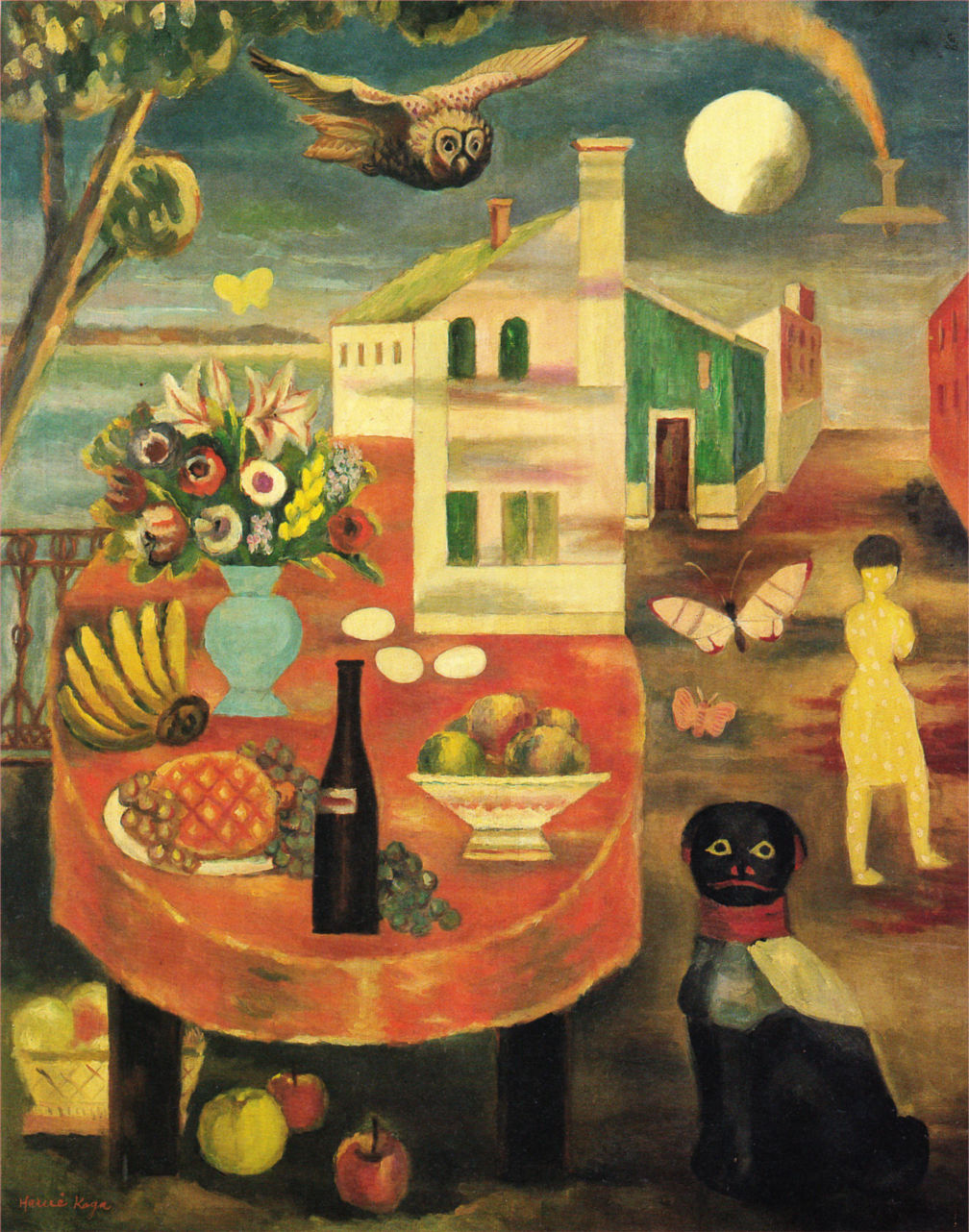
Noite enluarada inocente (1929)